# جوزيبي ماريا سيبستياني
جوزيبي ماريا سيبستياني أو جوزيبه (بالإيطالية: Giuseppe Maria Sebastiani)‏ (1623-1689 م). أسقف كاثوليكي ورحالة إيطالي.

## السيرة
ولد هيرونيموس سيبستياني في مدينة كابرارولا في 21 فبراير/شباط 1632م، هو ابن جوزيبي دي ماشيراتا، وبوليسينا لورنزي، وله خمسة اخوة اخرين ثلاثة ذكور وفتاتان.
أصبح يتيماً وهو صغير فانتقل إلى روما في 3 مارس /آيار 1640، ودخل عدة أديرة منها دير ماريا ودار السلام، وأخذ اسم جوزيبى دي سانتا ماريا الكرملي، وهو واحد من عدة رحالة أجانب زاروا بغداد في العهد العثماني. في 3 مارس/آيار 1641م، إحتفل بمهنته كراهب.درس الفلسفة في غراتس، ثم إنتقل إلى المجر ثم إلى ألمانيا. وقد ترعرع في الكنيسة الكاثوليكية، حيث انه ينتمي إلى رتبة (الكرمليين الحفاة Discalced Carmelites), تم إرساله إلى الهند في منتصف القرن السابع عشر لتجنب إنشقاق كنيسة مالانكارا، وعند عودته إلى روما كُرس أسقفاً واُرسل ثانية إلى الهند كأول نائب رسولي في أبرشية فيرابولي. ولاحقاً عندما أكمل المهمة التي كان قد كُلف بها في جزر بحر إيجة أصبح أسقفاً في أبرشية كوزنسا بيسينيانو للأعوام (1667-1672) و أبرشية سيتا دي كاستيلو للأعوام (1672-1689).

## مهمة إلى الهند
في الأراضي الهندية التي كان يحكمها البرتغاليون، نشأ صراع في عام 1653م، بين فرانسسكو غارسيا مينديز رئيس أساقفة أبرشية كرانجانور الجديد، الذي اراد ان تمارس الأسقفية الحكم كما هو حاصل في أوروبا، وبين رئيس الشمامسة توماس بارميل، الذي اراد الإحتفاظ بالسلطات الواسعة التي يتمتع بها هو ومكتبه، وفقا لتقاليد مسيحيو مار توما. وعلى هذا الأساس تجمع حوالي (25000) مسيحي من أبناء البلد، تحت قيادة رئيس الشمامسة في ماتانشيري (كيرالا، الهند) وحول «صليب كونان» (الصليب المعلق)، أقسموا على عدم قبول الأساقفة اليسوعيين. بعد بضعة أشهر وبدون أي تدخل من قبل الأسقف، منح إثنا عشر كاهناً تكريساً أسقفياً لرئيس الشمامسة، والذي أشار إليه أتباعه فيما بعد باسم مار توما. تم ترشيح هذا الاسم (المقطع) له من قبل شخص يدعى (اهات الله Ahatallah) الذي قدم نفسه لمسيحيي القديس توما كنائب للبابا.
ونظرا لتوتر الوضع والعداء من قبل السكان تجاه اليسوعيين، قام البابا ألكسندر السابع (1655-1667) المفوض الكرملي جوزيبي ماريا سيبستياني (اسمه الديني جوزيبي دي سانت ماريا) إلى ولاية كيرلا كمندوب (مفوض) رسولي. وبعد مغادرته في 22 فبراير/شباط 1665م، وصل سيبستياني إلى الهند في يناير/كانون الثاني من العام التالي، حيث إلتقى بشقيقه ماثيو دي سن جوزيبي عالم النبات والطبيب واللغوي المعروف، والذي أصبح رفيقه ومعاونه. مكث ثمانية أشهر وحصل في النهاية على مصالحة عدد كبير (حوالي الثلث) من النعارضين. وعند عودته إلى روما في يناير/كانون الثاني 1668م، رسم اسقفا وعين نائبا رسوليا لمسيحيي القديس توما. وبقي اتباعه يمثلون الثلثين في الهند، بينما احتفظ مار توما (توماس بارامبيل) بالثلث الآخر.يوم 8 يناير/كانون الثاني 1663م، إستسلمت الحامية البرتغالية في كوتشي لتتولى شركة الهند الشرقية الهولندية إدارة المكان. فقد قام الهولنديون وهم بروتستانت بطرد المبشرين الكاثوليك، واخذ النصارى في جزيرة سانت توماس الذي كانوا على الكاثوليكية البرتغالية يتحولون إلى البروتستانتية الهولندية. ومع ذلك فقد بقي الأب ماتيو دي سان جوزيبي الذي تعاون مع الحاكم الهولندي هندريك فان ريدي الذي يدرس علم النبات في إنتاج نص نباتي مشهور هو (حديقة مالابار hortus Malabaricus) الذي كان الحاكم يكتبه. وساهم في جعل موقف السلطات الهولندية أكثر اعتدالاً مع الإرساليات الكاثوليكية.
اما بصدد طرد المتدينين الكاثوليك الأوروبين، فقد ادار المنسنيور سيبستياني التكريس الأسقفي إلى كاهن كيرالا تشاندي (اليساندرو) بارامبيل، والذي انتخب من قبل رؤساء الكنائس الأخرى المخلصة لروما، وقد أصبح أول مسيحيي القديس توما يُرسم أسقفاً نظامياً، لأنهم تقليدياً إعتمدوا كلياً على كنيسة المشرق في بلاد ما بين النهرين لاستقبال الأساقفة وتكريس مار توما (توماس بارامبيل) ابن عم تشاندي قد تم تكريسه على أيدي الكهنة وليس الأسقف. في عام 1665 وصل أسقف أرثوذكسي شرقي على متن قارب هولندي لم يكن من تلك الكنيسة السريانية الشرقية ذات التقليد النسطوري، التي كان مسيحيو القديس توما متحدين بها تقليدياً الكنيسة الشرقية (الكنيسة الكلدانية الكاثوليكية لاحقاً). وكان هذا القس الذي قدم مع الهولنديين ينتمي إلى الكنيسة السريانية الأرثوذكسية ذات الإعتقاد الميافيزي. إنضم إليه العديد من المسيحيين المتمردين ضد السلطات البرتغالية (الكاثوليكية). على الرغم من انه وافق في البداية على الإحتفال بقداسهم وعلى طريقتهم، إلا انه قدم الطقوس الأنطاكية وربط إيمانه بالبطريرك السرياني الغربي، مما أدى إلى نشأة كنيسة مالانكارا التي تستخدم قداس القديس جيمس، بينما تستمر الكنيسة الكاثوليكية في استخدام (ليتورجيا) قداس أداي وماري.

## وفاته
توفي الأب جوزيبي ماريا سيبستياني في مدينة تشيتا دي كاستيلو في 15 إكتوبر/تشرين أول 1689م.

## مؤلفاته
سيبستياني كتب ثلاثة كتب ونشرت في حياته ما عدا الكتاب الثالث فقد نشر بعد وفاته وهي:
- البعثة الأولى إلى جزر الهند الهند الشرقية (روما 1666).[4]
- البعثة الثانية إلى شرق الهند (روما 1672).[5]
- الرحلة والملاحة للمونسينور جوزيبي دي ماريا سيبستياني..ذهابا وإيابا من الأرخبيل (روما 1697).[6]